# 資訊哲學
信息哲学（philosophy of information）是哲学的一个与计算机科学、信息科学、信息技术和哲学相关的子领域
它包含：
1. 信息的概念特征和基本原则的批判性研究，包含它的动力学、引用与科学
2. 将信息理论与哲学方法阐述并应用到哲学问题中[1][2]

## 历史
信息哲学（PI）已经从人工智能哲学、信息逻辑、控制论、社会理论和伦理学和语言与信息的研究中发展而来。

### 信息逻辑
信息逻辑，也被称为“信息的逻辑理论”,沿着最初由查尔斯·桑德斯·皮尔斯所提出的路线，考虑逻辑符号和表达式的信息内容。

### 控制论
信息哲学的一个来源是诺维特·维纳、 阿兰·图灵（尽管他的工作有一个完全不同的起源和理论框架）、威廉·罗斯·阿什比、克劳德·香农、沃伦·韦弗以及许多其它科学家在计算机和信息理论方面的的技术工作，这些技术工作可以追溯到20世纪50年代。参考控制论上的主要文献。
信息和通信的一些重要工作是由格雷戈里·贝特森和他的同事完成的。

### 语言与信息的研究
之后，弗雷德·德雷斯克、巴威斯、 布莱恩·坎特威尔·史密斯等人对该领域做出一些主要的贡献。
语言与信息研究中心 (CSLI)于1983年在斯坦福大学由哲学家、计算机科学家、语言学家和心理学家共同组建成立，由约翰·佩里和巴威斯担任中心主任。

### 信息哲学
最近，该领域已经发展成为信息哲学。 这个术语是在二十世纪九十年代由卢西亚诺•弗洛里迪创造的，他在这一领域发表了许多文献，旨在为整个主题制定一个统一的、一致的概念框架。

## 信息的定义
一些理论家给出过信息的概念。 

### 皮尔斯
查尔斯·皮尔斯的信息理论嵌入在他的一个更宽泛的符号通信理论中，他将这个理论称之为“semeiotic”，现在该理论事符号学的主要部分。 对于皮尔斯而言，信息整合了符号和表达式的方面。

### 香农和韦弗
香农对于信息的概念非常谨慎，他说道：“在信息的一般理论中，“信息”这个词被不同的作者赋予了不同的含义，这些信息概念中有许多被证明在一些应用领域中有价值，且值得进一步研究和认可，很难期望单一的信息概念能够令人满意地解释信息的众多可能应用。” 。因此，在香农之后，韦弗就三个方面对信息进行分析：（1）设计信息量化的技术问题，这由香农理论处理; （2）与意义和真有关的语义问题;（3）他所谓的“有影响”的问题，主要涉及信息对人类行为的影响和产生的效果，他认为这一方面也发挥了非常重要的作用。这些只是信息分析两个早期例子。

### 贝特森
格雷戈里·贝特森将信息定义为：“产生差异的区分”（"a difference that makes a difference"），这个概念基于唐纳德·麦凯的定义：信息是可区分的差异（information is a distinction that makes a difference）。

### 弗洛里迪
根据卢西亚诺·弗洛里迪的说法，有四种相互兼容的现象通常被称为“信息”：
- 关于某事的信息（例如，列车时刻表）
- 作为某物的信息（例如，DNA或指纹）
- 用于某物的信息（例如，算法或指南）
- 在某物中的信息（例如，模式或约束）。

“信息”这个词通常用作隐喻，非常抽象以至于其意义不清。

## 哲学方向

### 计算与哲学
语义网、本体论、知识工程和现代人工智能等在计算领域中近期创新性的进展为哲学提供了肥沃的想法以及新的、不断演变的主题，方法论和哲学探究模型。 虽然计算机科学为传统哲学研究带来了新的机遇和挑战，并改变了哲学家对哲学中本质概念的理解，但是只有当哲学为例如生物信息学、软件工程、知识工程和本体论提供更坚实的基础，计算机科学才能取得更进一步的进展。
哲学中的经典主题，即心灵、意识、经验、推理、知识、真、道德、创造力，正在迅速成为计算机科学中的常见问题和研究热点，例如，在agent计算、软件代理和智能移动代理技术等领域。
根据卢西亚诺•弗洛里迪，我们可以有几种方式将计算方法应用于哲学问题：
1. 硅载体中的概念实验：作为具有古老传统的思想实验的一种创新扩展，哲学开始将计算机模型|建模]模式应用于逻辑、认识论、科学哲学、生物哲学、心灵哲学上。

1. 数字物理学、泛计算或计算宇宙理论、泛计算主义：通过这种观点，计算和信息概念被认为足够强大，以至于在一个适当的抽象层次上，世界上的任何东西都可以被计算系统所建模和表征，任何过程都可以在计算上进行模拟。 然而，那样泛计算机主义者面临着要回答以下两个问题：
  1. 如何避免模糊系统之间的所有差异？
  2. 如果计算等同于信息处理，那么所研究的系统不是信息系统（或计算系统）意味着什么呢？

### 信息与社会
许多哲学家和其他思想家对电子化媒介的信息的社会和文化方面开展了哲学研究。
- 阿尔伯特·博格曼，“坚持现实：千年之交信息的本质”（芝加哥大学出版社，1999年）
- 马克·珀斯特，“信息模式”（芝加哥出版社，1990年）
- 卢西亚诺·弗洛里迪，“现实的信息本质”，“2006年第四届国际计算与哲学国际会议”（2006年6月22日至24日，挪威））。